# Korean Super League 1984
La Korean Super League 1984 è stata la 2ª edizione della massima serie del campionato sudcoreano di calcio, disputata dal 31 marzo al 4 novembre 1984.

## Avvenimenti

### Antefatti
Per effetto dell'iscrizione delle neocostituite Hyundai Horangi e Lucky Goldstar e della promozione del Hanil Bank, il lotto delle squadre partecipanti alla Korean Super League fu allargato a otto. In quell'occasione furono inoltre apportati dei cambiamenti al formato della manifestazione, che ora prevedeva la disputa di due gironi le cui prime classificate si sarebbero affrontate in un playoff finale: la vincitrice avrebbe vinto il titolo nazionale ottenendo la qualificazione per l'edizione 1985-86 del Campionato d'Asia per club. La squadra che avrebbe ottenuto meno punti nella classifica complessiva sarebbe invece retrocessa nella Korea Football League. Fu modificato anche il sistema di assegnazione dei punti, che prevedeva tre punti per la vincitrice, due ciascuna in caso di pareggio con reti, uno a testa in caso di pareggio a reti inviolate, zero per la sconfitta.
A livello societario si poté registrare l'acquisizione dello status di squadre professionistiche da parte del POSCO e del Daewoo, che per l'occasione assunsero le denominazioni di POSCO Dolphins e Daewoo Royals, nonché acquistarono alcuni giocatori provenienti dai campionati europei.

### Il campionato
La prima manche del campionato fu caratterizzata da un'accesa bagarre al vertice tra diverse squadre, fra cui le due pretendenti al titolo della stagione precedente, gli esordienti dello Hyundai Horangi e lo Yukong Elephants. Dopo il giro di boa il gruppo si sgranò lasciando in corsa lo Hyundai Horangi e lo Yukong Elephants, coi primi favoriti da un pareggio con reti nello scontro diretto esterno. Approfittando di una sconfitta dei rivali contro il Daewoo Royals, lo Yukong Elephants prese definitivamente il comando della classifica il 7 luglio, mantenendolo nelle restanti tre giornate. La seconda fase del torneo sarà invece dominata a larghi tratti dal POSCO Dolphins che, assunto il comando dopo quattro giornate, farà presto il vuoto guadagnando un consistente vantaggio sugli avversari. Nella seconda metà del torneo il Daewoo Royals, unica squadra rimasta in corsa per il primo posto, darà inizio ad una graduale rimonta completata alla penultima giornata, grazie ad una vittoria nello scontro diretto interno.
I risultati dei successivi playoff saranno favorevoli al Daewoo Royals, che vincendo di misura all'andata e pareggiando al ritorno contro lo Yukong Elephants, si fregeranno del loro primo titolo nazionale e otterranno il visto per esordire sul palcoscenico continentale. Per quanto riguarda l'ultima posizione della classifica complessiva, valevole per la retrocessione nelle categorie dilettantistiche, essa fu appannaggio del Kookmin Bank, che chiuse la graduatoria di entrambe le manche.

## Squadre partecipanti
| Club partecipanti      | Stagione 1983        |
| ---------------------- | -------------------- |
| Hallelujah Eagles      | 1° (come Hallelujah) |
| Daewoo Royals          | 2° (come Daewoo)     |
| Yukong Elephants       | 3°                   |
| POSCO Dolphins         | 4° (come POSCO)      |
| Kookmin Bank           | 5°                   |
| Hanil Bank             | -                    |
| Hyundai Horang-i       | -                    |
| Lucky-Goldstar Hwangso | -                    |

### Allenatori
| Club                   | Allenatore                                  |
| ---------------------- | ------------------------------------------- |
| Hallelujah Eagles      | Ham Heung-Chul                              |
| Daewoo Royals          | Jo Yoon-Ohk (1ª-8ª) Chang Woon-Soo (9ª-28ª) |
| Yukong Elephants       | Lee Jong-Hwan                               |
| POSCO Dolphins         | Han Hong-Ki                                 |
| Kookmin Bank           | Im Chang-Soo                                |
| Hanil Bank             | Kim Ho                                      |
| Hyundai Horang-i       | Moon Jung-Sik                               |
| Lucky-Goldstar Hwangso | Park Se-Hak                                 |

## Classifiche

### Prima fase
|  | Pos | Squadra                | Pt | G  | V | N | 0-0 | P | GF | GS | DR  |
|  | --- | ---------------------- | -- | -- | - | - | --- | - | -- | -- | --- |
|  | 1.  | Yukong Elephants       | 31 | 14 | 9 | 2 | 0   | 3 | 21 | 9  | +12 |
|  | 2.  | Daewoo Royals          | 30 | 14 | 9 | 1 | 1   | 3 | 24 | 15 | +9  |
|  | 3.  | Hyundai Horang-i       | 28 | 14 | 6 | 4 | 2   | 2 | 21 | 9  | +12 |
|  | 4.  | Hallelujah Eagles      | 22 | 14 | 5 | 3 | 1   | 5 | 16 | 18 | +3  |
|  | 5.  | Lucky-Goldstar Hwangso | 19 | 14 | 5 | 1 | 2   | 6 | 20 | 22 | -2  |
|  | 6.  | POSCO Dolphins         | 19 | 14 | 3 | 5 | 0   | 6 | 13 | 17 | -4  |
|  | 7.  | Hanil Bank             | 17 | 14 | 3 | 4 | 0   | 7 | 14 | 26 | -12 |
|  | 8.  | Kookmin Bank           | 9  | 14 | 1 | 2 | 2   | 9 | 12 | 25 | -13 |

Legenda:

      Qualificata ai playoff per il titolo nazionale.

### Seconda fase
|  | Pos | Squadra                | Pt | G  | V | N | 0-0 | P | GF | GS | DR  |
|  | --- | ---------------------- | -- | -- | - | - | --- | - | -- | -- | --- |
|  | 1.  | Daewoo Royals          | 29 | 14 | 8 | 1 | 3   | 2 | 23 | 8  | +15 |
|  | 2.  | Hyundai Horang-i       | 28 | 14 | 7 | 3 | 1   | 3 | 29 | 20 | +9  |
|  | 3.  | POSCO Dolphins         | 25 | 14 | 7 | 2 | 0   | 5 | 28 | 27 | +1  |
|  | 4.  | Hallelujah Eagles      | 23 | 14 | 5 | 3 | 2   | 4 | 18 | 17 | +1  |
|  | 5.  | Yukong Elephants       | 22 | 14 | 4 | 3 | 4   | 3 | 17 | 13 | +4  |
|  | 6.  | Hanil Bank             | 17 | 14 | 2 | 4 | 3   | 5 | 12 | 19 | -7  |
|  | 7.  | Lucky-Goldstar Hwangso | 14 | 14 | 3 | 2 | 1   | 8 | 18 | 23 | -5  |
|  | 8.  | Kookmin Bank           | 14 | 14 | 2 | 4 | 0   | 8 | 15 | 33 | -18 |

Legenda:

      Qualificata ai playoff per il titolo nazionale.

### Classifica complessiva
|                          | Pos | Squadra                | Pt | G  | V  | N | 0-0 | P  | GF | GS | DR  |
| ------------------------ | --- | ---------------------- | -- | -- | -- | - | --- | -- | -- | -- | --- |
| Corea del Sud (bandiera) | 1.  | Daewoo Royals          | 59 | 28 | 17 | 2 | 4   | 5  | 47 | 23 | +24 |
|                          | 2.  | Hyundai Horang-i       | 56 | 28 | 13 | 7 | 3   | 5  | 50 | 29 | +21 |
|                          | 3.  | Yukong Elephants       | 53 | 28 | 13 | 5 | 4   | 6  | 38 | 22 | +16 |
|                          | 4.  | Hallelujah Eagles      | 45 | 28 | 10 | 6 | 3   | 9  | 34 | 35 | -1  |
|                          | 5.  | POSCO Dolphins         | 44 | 28 | 10 | 7 | 0   | 11 | 41 | 44 | -3  |
|                          | 6.  | Hanil Bank             | 34 | 28 | 5  | 9 | 2   | 12 | 26 | 45 | -19 |
|                          | 7.  | Lucky-Goldstar Hwangso | 33 | 28 | 8  | 3 | 3   | 14 | 38 | 45 | -7  |
|                          | 8.  | Kookmin Bank           | 23 | 28 | 3  | 6 | 2   | 17 | 27 | 58 | -31 |

Legenda:

      Campione della Corea del Sud e qualificata al Campionato d'Asia per club 1985-86

      Retrocessa in Korea Football League 1985

Note:

Tre punti a vittoria, due ciascuna per pareggio con reti, uno ciascuna per pareggio a reti inviolate, zero a sconfitta.

## Risultati[4]
Prima fase
| Seul 31 marzo 1984 | Daewoo Royals | 2 – 0 | Hanil Bank | Dongdaemun Stadium |

| Seul 31 marzo 1984 | Lucky-Goldstar Hwangso | 1 – 0 | Hallelujah Eagles | Dongdaemun Stadium |

| Seul 1 aprile 1984 | Yukong Elephants | 2 – 0 | Kookmin Bank | Dongdaemun Stadium |

| Seul 1 aprile 1984 | POSCO Dolphins | 1 – 1 | Hyundai Horang-i | Dongdaemun Stadium |

| Busan 7 aprile 1984 | Hallelujah Eagles | 1 – 0 | POSCO Dolphins | Gudeok Stadium |

| Busan 7 aprile 1984 | Daewoo Royals | 2 – 1 | Kookmin Bank | Gudeok Stadium |

| Busan 8 aprile 1984 | Lucky-Goldstar Hwangso | 2 – 3 | Hyundai Horang-i | Gudeok Stadium |

| Busan 8 aprile 1984 | Yukong Elephants | 1 – 0 | Hanil Bank | Gudeok Stadium |

| Seul 21 aprile 1984 | Daewoo Royals | 1 – 0 | POSCO Dolphins | Dongdaemun Stadium |

| Seul 21 aprile 1984 | Hanil Bank | 1 – 1 | Hyundai Horang-i | Dongdaemun Stadium |

| Seul 22 aprile 1984 | Yukong Elephants | 0 – 1 | Lucky-Goldstar Hwangso | Dongdaemun Stadium |

| Seul 22 aprile 1984 | Kookmin Bank | 1 – 4 | Hallelujah Eagles | Dongdaemun Stadium |

| Daejeon 28 aprile 1984 | Hanil Bank | 3 – 1 | Lucky-Goldstar Hwangso | Hanbat Stadium |

| Daejeon 28 aprile 1984 | Daewoo Royals | 1 – 2 | Hallelujah Eagles | Hanbat Stadium |

| Daejeon 29 aprile 1984 | Kookmin Bank | 1 – 0 | POSCO Dolphins | Hanbat Stadium |

| Daejeon 29 aprile 1984 | Yukong Elephants | 2 – 1 | Hyundai Horang-i | Hanbat Stadium |

| Cheongju 5 maggio 1984 | Daewoo Royals | 0 – 0 | Hyundai Horang-i | Cheongju Stadium |

| Cheongju 5 maggio 1984 | Hanil Bank | 1 – 1 | POSCO Dolphins | Cheongju Stadium |

| Cheongju 6 maggio 1984 | Yukong Elephants | 0 – 3 | Hallelujah Eagles | Cheongju Stadium |

| Cheongju 6 maggio 1984 | Kookmin Bank | 0 – 0 | Lucky-Goldstar Hwangso | Cheongju Stadium |

| Wonju 12 maggio 1984 | Hanil Bank | 2 – 1 | Hallelujah Eagles | Wonju Stadium |

| Wonju 12 maggio 1984 | Daewoo Royals | 4 – 5 | Lucky-Goldstar Hwangso | Wonju Stadium |

| Wonju 13 maggio 1984 | Kookmin Bank | 0 – 1 | Hyundai Horang-i | Wonju Stadium |

| Wonju 13 maggio 1984 | Yukong Elephants | 2 – 0 | POSCO Dolphins | Wonju Stadium |

| Ulsan 19 maggio 1984 | POSCO Dolphins | 0 – 2 | Hyundai Horang-i | Ulsan Stadium |

| Ulsan 19 maggio 1984 | Kookmin Bank | 0 – 1 | Yukong Elephants | Ulsan Stadium |

| Ulsan 20 maggio 1984 | Hallelujah Eagles | 1 – 0 | Lucky-Goldstar Hwangso | Ulsan Stadium |

| Ulsan 20 maggio 1984 | Daewoo Royals | 1 – 0 | Hanil Bank | Ulsan Stadium |

| Jeonju 16 giugno 1984 | Lucky-Goldstar Hwangso | 0 – 2 | POSCO Dolphins | Jeonju Stadium |

| Jeonju 16 giugno 1984 | Hanil Bank | 3 – 2 | Kookmin Bank | Jeonju Stadium |

| Jeonju 17 giugno 1984 | Hallelujah Eagles | 0 – 5 | Hyundai Horang-i | Jeonju Stadium |

| Jeonju 17 giugno 1984 | Daewoo Royals | 1 – 2 | Yukong Elephants | Jeonju Stadium |

| Gwangju 23 giugno 1984 | Daewoo Royals | 1 – 0 | Yukong Elephants | Mudeung Stadium |

| Gwangju 23 giugno 1984 | Hallelujah Eagles | 1 – 1 | Hyundai Horang-i | Mudeung Stadium |

| Gwangju 24 giugno 1984 | Hanil Bank | 2 – 2 | Kookmin Bank | Mudeung Stadium |

| Gwangju 24 giugno 1984 | Lucky-Goldstar Hwangso | 2 – 2 | POSCO Dolphins | Mudeung Stadium |

| Busan 27 giugno 1984 | Yukong Elphants | 1 – 1 | Hyundai Horang-i | Gudeok Stadium |

| Busan 27 giugno 1984 | Kookmin Bank | 2 – 2 | POSCO Dolphins | Gudeok Stadium |

| Busan 28 giugno 1984 | Daewoo Royals | 1 – 1 | Hallelujah Eagles | Gudeok Stadium |

| Busan 28 giugno 1984 | Hanil Bank | 1 – 5 | Lucky-Goldstar Hwangso | Gudeok Stadium |

| Busan 30 giugno 1984 | Kookmin Bank | 1 – 2 | Lucky-Goldstar Hwangso | Gudeok Stadium |

| Busan 30 giugno 1984 | Yukong Elephants | 3 – 0 | Hallelujah Eagles | Gudeok Stadium |

| Busan 1 luglio 1984 | Hanil Bank | 0 – 1 | POSCO Dolphins | Gudeok Stadium |

| Busan 1 luglio 1984 | Daewoo Royals | 1 – 0 | Hyundai Horang-i | Gudeok Stadium |

| Seul 7 luglio 1984 | Kookmin Bank | 0 – 0 | Hallelujah Eagles | Hyochang Stadium |

| Seul 7 luglio 1984 | Yukong Elephants | 1 – 0 | Lucky-Goldstar Hwangso | Hyochang Stadium |

| Seul 8 luglio 1984 | Hanil Bank | 0 – 2 | Hyundai Horang-i | Hyochang Stadium |

| Seoul 8 luglio 1984 | Daewoo Royals | 2 – 1 | POSCO Dolphins | Hyochang Stadium |

| Gangneung 14 luglio 1984 | Hanil Bank | 0 – 5 | Yukong Elephants | Gangneung Stadium |

| Gangneung 14 luglio 1984 | Lucky-Golstar Hwangso | 0 – 0 | Hyundai Horang-i | Gangneung Stadium |

| Gangneung 15 luglio 1984 | Daewoo Royals | 3 – 2 | Kookmin Bank | Gangneung Stadium |

| Gangneung 15 luglio 1984 | Hallelujah Eagles | 1 – 2 | POSCO Dolphins | Gangneung Stadium |

| Busan 21 luglio 1984 | Yukong Elephants | 1 – 1 | POSCO Dolphins | Gudeok Stadium |

| Busan 21 luglio 1984 | Kookmin Bank | 0 – 3 | Hyundai Horang-i | Gudeok Stadium |

| Busan 22 luglio 1984 | Daewoo Royals | 4 – 1 | Lucky-Goldstar Hwagso | Gudeok Stadium |

| Busan 22 luglio 1984 | Hanil Bank | 1 – 1 | Hallelujah Eagles | Gudeok Stadium |

Seconda fase
| Seul 28 luglio 1984 | Daewoo Royals | 3 – 1 | Hanil Bank | Dongdaemun Stadium |

| Seul 28 luglio 1984 | Hallelujah Eagles | 3 – 1 | Lucky-Goldstar Hwangso | Dongdaemun Stadium |

| Seul 29 luglio 1984 | Kookmin Bank | 0 – 3 | Yukong Elephants | Dongdaemun Stadium |

| Seul 29 luglio 1984 | POSCO Dolphins | 2 – 1 | Hyundai Horang-i | Dongdaemun Stadium |

| Seul 1 agosto 1984 | Hallelujah Eagles | 1 – 1 | POSCO Dolphins | Hyochang Stadium |

| Seul 1 agosto 1984 | Daewoo Royals | 4 – 0 | Kookmin Bank | Hyochang Stadium |

| Seul 2 agosto 1984 | Lucky-Goldstar Hwangso | 4 – 2 | Hyundai Horang-i | Hyochang Stadium |

| Seul 2 agosto 1984 | Hanil Bank | 0 – 0 | Yukong Elephants | Hyochang Stadium |

| Seul 4 agosto 1984 | Daewoo Royals | 0 – 0 | Yukong Elephants | Dongdaemun Stadium |

| Seul 4 agosto 1984 | Hallelujah Eagles | 3 – 1 | Hyundai Horang-i | Dongdaemun Stadium |

| Seul 5 agosto 1984 | Hanil Bank | 0 – 2 | Kookmin Bank | Dongdaemun Stadium |

| Seul 5 agosto 1984 | Lucky-Goldstar Hwangso | 2 – 4 | POSCO Dolphins | Dongdaemun Stadium |

| Seul 7 agosto 1984 | Hanil Bank | 1 – 3 | Lucky-Goldstar Hwangso | Hyochang Stadium |

| Seul 7 agosto 1984 | Daewoo Royals | 1 – 0 | Hallelujah Eagles | Hyochang Stadium |

| Seul 8 agosto 1984 | Kookmin Bank | 1 – 2 | POSCO Dolphins | Hyochang Stadium |

| Seul 8 agosto 1984 | Yukong Elephants | 1 – 3 | Hyundai Horang-i | Hyochang Stadium |

| Gangneung 11 agosto 1984 | Daewoo Royals | 0 – 1 | Hyundai Horang-i | Gangneung Stadium |

| Gangneung 11 agosto 1984 | Hanil Bank | 0 – 2 | POSCO Dolphins | Gangneung Stadium |

| Gangneung 12 agosto 1984 | Yukong Elephants | 1 – 0 | Hallelujah Eagles | Gangneung Stadium |

| Gangneung 12 agosto 1984 | Kookmin Bank | 0 – 3 | Lucky-Goldstar Hwangso | Gangneung Stadium |

| Busan 17 agosto 1984 | Daewoo Royals | 1 – 2 | POSCO Dolphins | Gudeok Stadium |

| Busan 17 agosto 1984 | Hanil Bank | 1 – 1 | Hyundai Horang-i | Gudeok Stadium |

| Busan 18 agosto 1984 | Yukong Elephants | 0 – 0 | Lucky-Goldstar Hwangso | Gudeok Stadium |

| Busan 18 agosto 1984 | Kookmin Bank | 2 – 3 | Hallelujah Eagles | Gudeok Stadium |

| Ulsan 25 agosto 1984 | Hanil Bank | 0 – 0 | Hallelujah Eagles | Ulsan Stadium |

| Ulsan 25 agosto 1984 | Daewoo Royals | 2 – 0 | Lucky-Goldstar Hwangso | Ulsan Stadium |

| Ulsan 26 agosto 1984 | Kookmin Bank | 0 – 6 | Hyundai Horang-i | Ulsan Stadium |

| Ulsan 26 agosto 1984 | Yukong Elephants | 4 – 1 | POSCO Dolphins | Ulsan Stadium |

| Daegu 29 agosto 1984 | POSCO Dolphins | 3 – 4 | Hyundai Horang-i | Civic Stadium |

| Daegu 29 agosto 1984 | Kookmin Bank | 1 – 1 | Yukong Elephants | Civic Stadium |

| Daegu 30 agosto 1984 | Hallelujah Eagles | 2 – 1 | Lucky-Goldstar Hwangso | Civic Stadium |

| Daegu 30 agosto 1984 | Daewoo Royals | 3 – 1 | Hanil bank | Civic Stadium |

| Andong 1 settembre 1984 | Hanil Bank | 1 – 1 | Yukong Elephants | Andong Stadium |

| Andong 1 settembre 1984 | Lucky-Goldstar Hwangso | 0 – 2 | Hyundai Horang-i | Andong Stadium |

| Andong 2 settembre 1984 | Daewoo Royals | 1 – 1 | Kookmin Bank | Andong Stadium |

| Andong 2 settembre 1984 | Hallelujah Eagles | 1 – 3 | POSCO Dolphins | Andong Stadium |

| Changwon 8 settembre 1984 | Lucky-Goldstar Hwangso | 1 – 1 | POSCO Dolphins | Masan Stadium |

| Changwon 8 settembre 1984 | Hanil Bank | 1 – 1 | Kookmin Bank | Masan Stadium |

| Changwon 9 settembre 1984 | Hallelujah Eagles | 1 – 1 | Hyundai Horang-i | Masan Stadium |

| Changwon 9 settembre 1984 | Daewoo Royals | 0 – 0 | Yukong Elephants | Masan Stadium |

| Gwangju 15 settembre 1984 | Yukong Elephants | 1 – 2 | Hyundai Horang-i | Mudeung Stadium |

| Gwangju 15 settembre 1984 | Kookmin Bank | 3 – 2 | POSCO Dolphins | Mudeung Stadium |

| Gwangju 16 settembre 1984 | Daewoo Royals | 3 – 0 | Hallelujah Eagles | Mudeung Stadium |

| Gwangju 16 settembre 1984 | Hanil Bank | 2 – 1 | Lucky-Goldstar Hwangso | Mudeung Stadium |

| Incheon 22 settembre 1984 | Kookmin Bank | 1 – 1 | Lucky-Goldstar Hwangso | Sungui Stadium |

| Incheon 22 settembre 1984 | Yukong Elephants | 2 – 2 | Hallelujah Eagles | Sungui Stadium |

| Incheon 23 settembre 1984 | Hanil Bank | 3 – 1 | POSCO Dolphins | Sungui Stadium |

| Incheon 23 settembre 1984 | Daewoo Royals | 0 – 0 | Hyundai Horang-i | Sungui Stadium |

| Cheongju 27 ottobre 1984 | Kookmin Bank | 0 – 2 | Hallelujah Eagles | Cheongju Stadium |

| Cheongju 27 ottobre 1984 | Yukong Elephants | 2 – 1 | Lucky-Goldstar Hwangso | Cheongju Stadium |

| Cheongju 28 ottobre 1984 | Hanil Bank | 1 – 1 | Hyundai Horang-i | Cheongju Stadium |

| Cheongju 28 ottobre 1984 | Daewoo Royals | 4 – 2 | POSCO Dolphins | Cheongju Stadium |

| Seul 3 novembre 1984 | POSCO Dolphins | 2 – 1 | Yukong Elephants | Dongdaemun Stadium |

| Seul 3 novembre 1984 | Kookmin Bank | 3 – 4 | Hyundai Horang-i | Dongdaemun Stadium |

| Seul 4 novembre 1984 | Daewoo Royals | 1 – 0 | Lucky-Goldstar Hwangso | Dongdaemun Stadium |

| Seul 4 novembre 1984 | Hanil Bank | 0 – 0 | Hallelujah | Dongdaemun Stadium |

Spareggio
Andata
| Seul 10 novembre 1984 | Yukong Elephants | 0 – 1 | Daewoo Royals | Dongdaemun Stadium |

Ritorno
| Seul 11 novembre 1984 | Daewoo Royals | 1 – 1 | Yukong Elephants | Dongdaemun Stadium |

## Statistiche

### Classifica in divenire

#### Prima fase
| [ 3 ]             | 1ª            | 2ª | 3ª | 4ª | 5ª | 6ª | 7ª | 8ª | 9ª | 10ª | 11ª | 12ª | 13ª | 14ª |    |
| ----------------- | ------------- | -- | -- | -- | -- | -- | -- | -- | -- | --- | --- | --- | --- | --- | -- |
| [ 3 ]             | Daewoo Royals | 3  | 6  | 9  | 9  | 10 | 10 | 13 | 13 | 16  | 18  | 21  | 24  | 27  | 30 |
| Hallelujah Eagles | 0             | 3  | 6  | 9  | 12 | 12 | 15 | 15 | 17 | 19  | 19  | 20  | 20  | 22  |    |
| Hanil Bank        | 0             | 0  | 2  | 5  | 7  | 10 | 10 | 13 | 15 | 15  | 15  | 15  | 15  | 17  |    |
| Hyundai Horangi   | 2             | 5  | 7  | 7  | 8  | 11 | 14 | 17 | 19 | 21  | 21  | 24  | 25  | 28  |    |
| Kookmin Bank      | 0             | 0  | 0  | 3  | 4  | 4  | 4  | 4  | 6  | 8   | 8   | 9   | 9   | 9   |    |
| Lucky Goldstar    | 3             | 3  | 6  | 6  | 7  | 10 | 10 | 10 | 12 | 15  | 18  | 18  | 19  | 19  |    |
| POSCO Dolphins    | 0             | 0  | 0  | 2  | 2  | 2  | 5  | 7  | 9  | 12  | 12  | 14  | 17  | 19  |    |
| Yukong Elephants  | 3             | 6  | 6  | 9  | 9  | 12 | 15 | 18 | 18 | 20  | 23  | 26  | 29  | 31  |    |

#### Seconda fase
| [ 3 ]             | 1ª            | 2ª | 3ª | 4ª | 5ª | 6ª | 7ª | 8ª | 9ª | 10ª | 11ª | 12ª | 13ª | 14ª |    |
| ----------------- | ------------- | -- | -- | -- | -- | -- | -- | -- | -- | --- | --- | --- | --- | --- | -- |
| [ 3 ]             | Daewoo Royals | 3  | 6  | 7  | 10 | 10 | 10 | 13 | 16 | 18  | 19  | 22  | 23  | 26  | 29 |
| Hallelujah Eagles | 3             | 5  | 8  | 8  | 8  | 11 | 12 | 15 | 18 | 18  | 18  | 19  | 22  | 23  |    |
| Hanil Bank        | 0             | 2  | 5  | 5  | 7  | 8  | 11 | 11 | 14 | 17  | 17  | 17  | 17  | 17  |    |
| Hyundai Horangi   | 0             | 0  | 0  | 3  | 6  | 8  | 11 | 14 | 17 | 19  | 22  | 23  | 25  | 28  |    |
| Kookmin Bank      | 0             | 0  | 3  | 3  | 3  | 3  | 3  | 5  | 7  | 9   | 12  | 14  | 14  | 14  |    |
| Lucky Goldstar    | 0             | 3  | 3  | 6  | 9  | 10 | 10 | 10 | 10 | 12  | 12  | 14  | 14  | 14  |    |
| POSCO Dolphins    | 3             | 5  | 8  | 11 | 14 | 17 | 20 | 20 | 20 | 23  | 25  | 25  | 25  | 25  |    |
| Yukong Elephants  | 3             | 4  | 5  | 5  | 8  | 9  | 12 | 14 | 16 | 17  | 17  | 19  | 22  | 22  |    |

### Classifica dei marcatori
Nel corso del campionato sono state segnate complessivamente 301 reti (di cui 6 autoreti) da 59 giocatori diversi. Di seguito viene riportata la classifica dei marcatori.
| Gol |  |  | Giocatore       | Squadra                |
| --- |  |  | --------------- | ---------------------- |
| 16  |  |  | Baek Jong-Chul  | Hyundai Horang-i       |
| 14  |  |  | Choi Soon-Ho    | POSCO Dolphins         |
| 14  |  |  | Kim Yong-Se     | Yukong Elephants       |
| 11  |  |  | Lee Tae-Ho      | Daewoo Royals          |
| 9   |  |  | Oh Seok-Jae     | Hallelujah Eagles      |
| 9   |  |  | Rob Landsbergen | Hyundai Horang-i       |
| 9   |  |  | Cho Young-Jeung | Lucky-Goldstar Hwangso |
| 8   |  |  | Lee Yong-Soo    | Lucky-Goldstar Hwangso |